# Julia Kykkänen

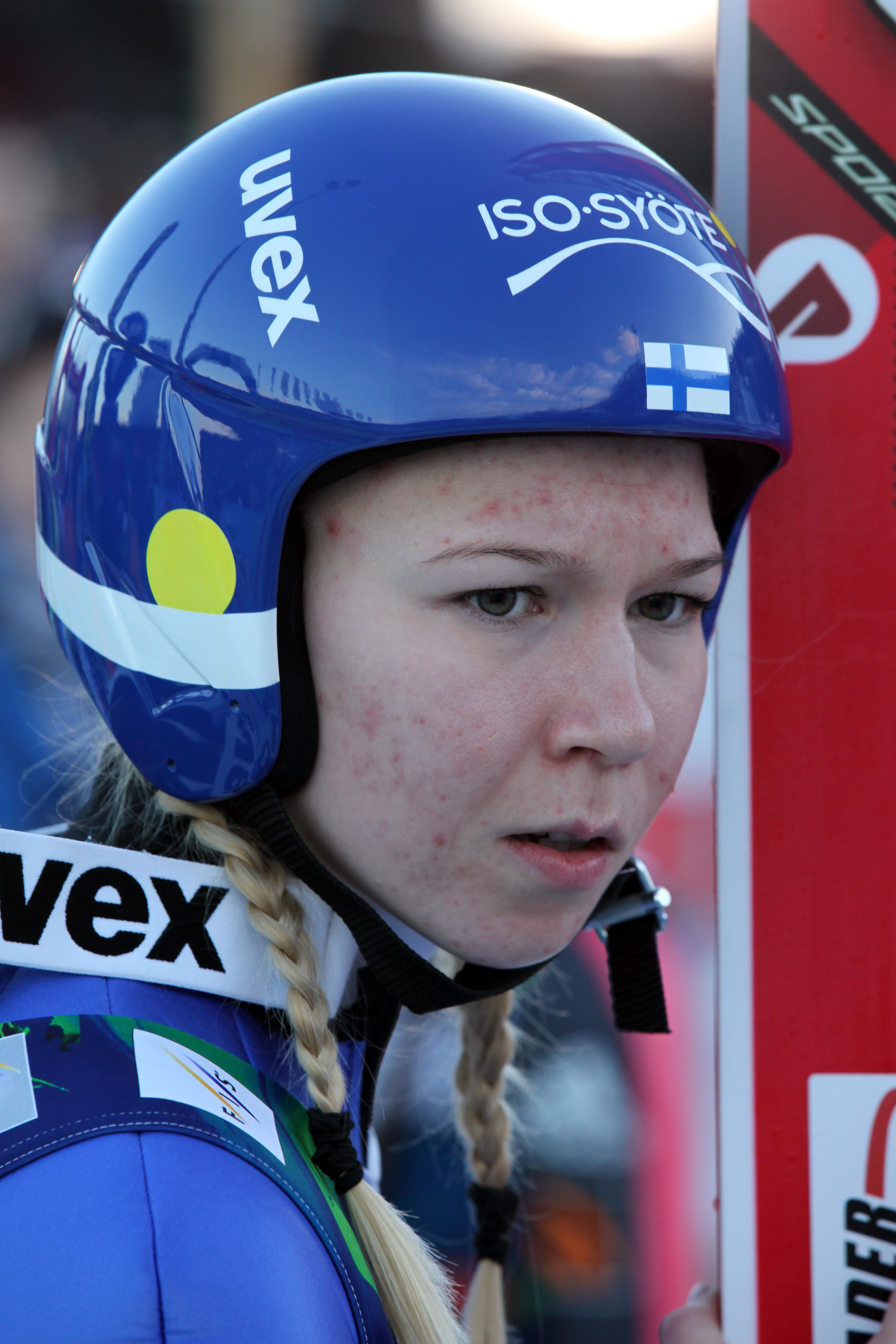
Julia Kykkänen

Julia Kykkänen, född 17 april 1994 i Lahtis, är en finländsk backhoppare.
År 2008 deltog Kykkänen som första finländska kvinnliga backhoppare i ett större internationellt mästerskap, Junior-VM. Hon vann de första finländska mästerskapen i backhoppning för damer i Lappo år 2011. 
Kykkänen representerar Ounasvaaran Hiihtoseura, tidigare har hon representerat Lahden Hiihtoseura (Lahtis). Hennes tränare är fadern Kimmo Kykkänen, som också är det finländska skidförbundets tränare för damernas backhoppargrupp. 
Kykkänen gjorde sina första hopp i backe som treåring. Hon spelar också fotboll i FC Reipas juniorlag.